# Hatun Rit'iyuq
La Hatun Rit'iyuq (in lingua quechua Hatun [grande], Rit'i [neve], -yuq un suffisso per indicare la proprietà: "La grande [montagna] di neve", ispanizzato in Jatunrritioc) è una montagna della Cordigliera di Vilcanota, nelle Ande del Perù.
Alta circa 5.000 metri, si trova nella regione di Cusco, al confine tra il distretto di Pitumarca (Provincia di Canchis) e il distretto di Cusipata (provincia di Quispicanchi).
La Hatun Rit'iyuq si trova a sud della montagna Wasaqucha, a nord-ovest della montagna Yaritani e nord-est della montagna Chachakumayuq.
Sul versante settentrionale della Hatun Rit'iyuq vi è una famosa attrazione turistica chiamata Vinicunca (in quechua: Willkacunca), meglio conosciuta come Montagna Arcobaleno (in lingua spagnola Montaña Arcoiris oppure Cerro Colorado, o anche con il nome inglese di Mountain Rainbow), molto frequentata per le rocce colorate a strati con i sette colori dell'iride.

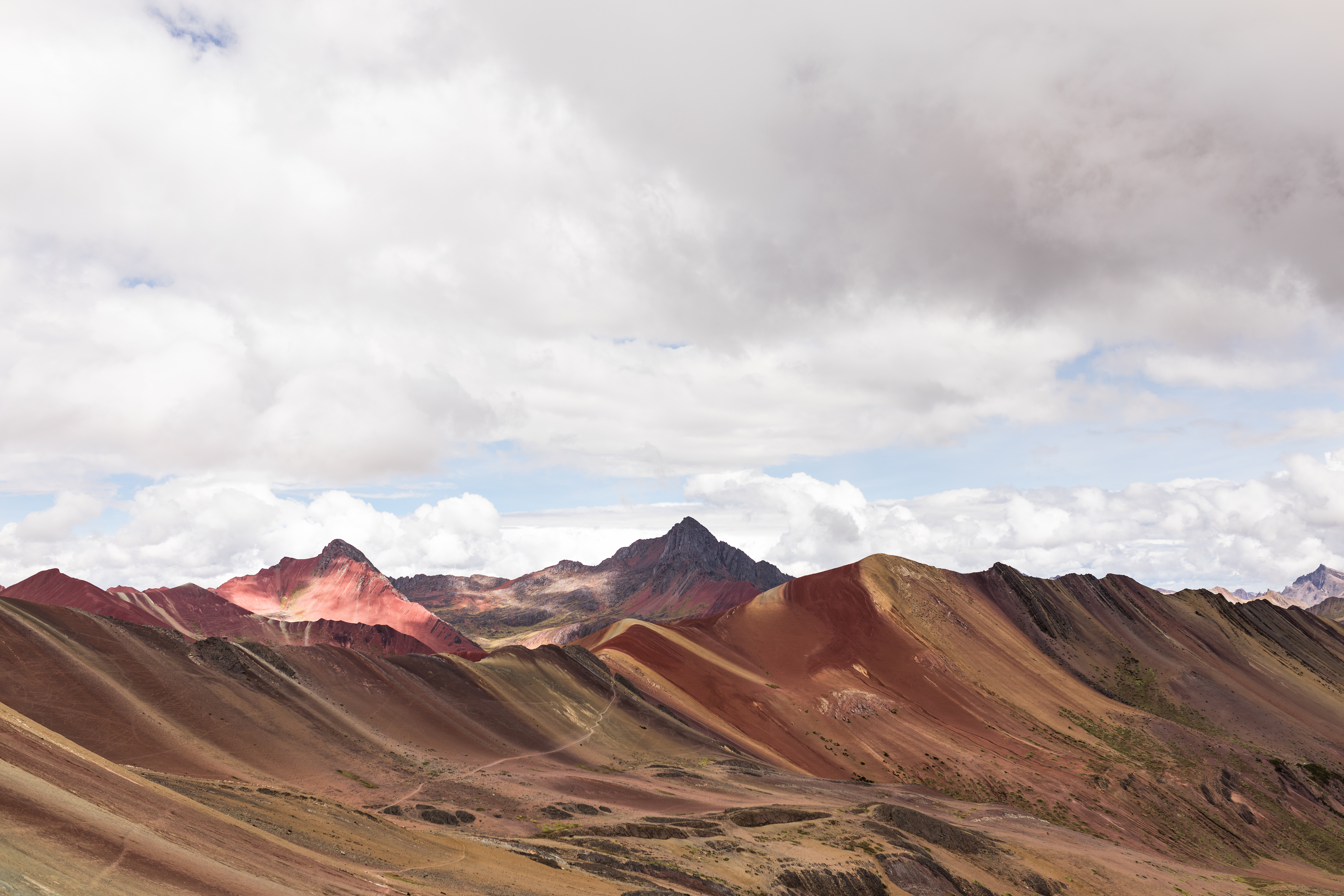
Sul versante settentrionale è presente la Vinicunca (Montagna Arcobaleno)